# Liste der Bürgermeister von Wertheim
Die Liste der Bürgermeister von Wertheim führt die Bürgermeister der Großen Kreisstadt Wertheim im Main-Tauber-Kreis im Nordosten von Baden-Württemberg auf.
Das Stadtgebiet Wertheims besteht aus der Kernstadt Wertheim, 15 Ortschaften (Bettingen, Dertingen, Dietenhan, Dörlesberg, Grünenwört, Höhefeld, Kembach, Lindelbach, Mondfeld, Nassig, Reicholzheim mit Bronnbach, Sachsenhausen, Sonderriet, Urphar und Waldenhausen) mit je einer eigenen Ortsverwaltung und einem Ortsvorsteher sowie 5 weiteren Stadtteilen auf der Gemarkung der Kernstadt (Bestenheid, Eichel/Hofgarten, Reinhardshof mit dem Wohnplatz Bestenheider Höhe, Vockenrot und Wartberg) mit je einem Stadtteilbeirat und einem Stadtteilbeiratsvorsitzenden. Die 15 Ortschaften sind ehemals selbstständige Gemeinden, die erst bei der Gebietsreform der 1970er Jahre nach Wertheim eingegliedert wurden.
Die Liste erhebt keinen Anspruch auf Vollständigkeit.

## Bürgermeister

### Schuldtheiße und nachgeordnete Bürgermeister
An der Spitze der Stadt stand der Stadtschultheiß als Vorsitzender des Gerichts. Ihm standen der rechtskundige Stadtschreiber und die zwölf Schöffen zur Seite. Ferner gab es neben dem Stadtschultheißen zwei Bürgermeister. Der Stadtschultheiß war Vorsitzender des Rates, der sich in einen inneren und einen äußeren Rat mit jeweils zwölf Mitgliedern aufteilte. Die Mitglieder des Rates wurden in der Regel auf zwölf Jahre gewählt. Der Schultheiß war meist auf Lebenszeit gewählt, die Bürgermeister wechselten jährlich. Im 18. Jahrhundert wurde aus dem bürgerlichen Stadtschultheiß ein gräflicher Beamter mit der Amtsbezeichnung Stadtamtmann. Folgende Personen waren Schuldtheiße oder nachgeordnete Bürgermeister von Wertheim:
- 1320–1331: Gernot (Gerner[1]), genannt Irrmut
- 1324: Gernot von Kottwitz
- 1428–1429: Claus Schneider (Jüngerer Bgmst.)
- 1429–1430: Claus Schneider (Älterer Bgmst.)
- 1456–1456, 1468–1469: Claus Morhart (I) (Jüngerer Bgmst.)
- 1457–1458, 1469–1470: Claus Morhart (I) (Älterer Bgmst.)
- 1500–1551, 1507–1508, 1514–1514, 1526–1527: Claus Morhard (II) (Älterer Bgmst.)
- 1522: Claus Morhard (II) amtierender Schultheiss[2]
- 1760–1764: Christian Gerner, Bgmst.[3]

### Bürgermeister und Oberbürgermeister
Nach dem Übergang an Baden leitete ein Bürgermeister die Stadtverwaltung, anfangs hatte er sogar den Titel Oberbürgermeister, doch führen die Stadtoberhäupter diesen Titel erst wieder seit 1976, als Wertheim Große Kreisstadt wurde. Heute wird der Oberbürgermeister von der wahlberechtigten Bevölkerung auf acht Jahre gewählt. In seiner Funktion ist er Leiter der Stadtverwaltung sowie Vorsitzender des Gemeinderates und verschiedener Ausschüsse und Aufsichtsräte. Folgende Personen waren Bürgermeister oder Oberbürgermeister von Wertheim:
- 1810–1827: Johann Christoph Schlundt
- 1827–1829: Christoph Michael Platz
- 1829–1832: Johann Georg Weimar
- 1832–1839: Johann Friedrich Bach
- 1839–1840: Christoph Wilhelm Müller
- 1840–1845: Johann Jakob von Runkel
- 1845–1852: Ludwig Haas
- 1852–1860: Johann Jakob von Runkel
- 1860–1866: Ludwig Haas
- 1866–1871: Philipp Frank
- 1871–1880: Lorenz Meyer
- 1880–1890: Philipp Amthauer
- 1890–1895: Philipp Mayer
- 1895–1905: Michael Müller
- 1905–1933: Hans Bardon
- 1933–1938: Friedrich Bender
- 1938–1943: Hans Mensler
- 1944–1945: Hermann Dürr
- 1945: Carl Roth
- 1945–1946: Michael Beck
- 1946: Otto Hoog
- 1946–1961: Carl Roth
- 1961–1981: Karl Josef Scheuermann
- 1981–2003: Stefan Gläser
- 2003–2019: Stefan Mikulicz
- ab 1. Mai 2019: Markus Herrera Torrez